# Шатне Воден
Шатне Воден (фр. Chatenay-Vaudin) насеље је и општина у североисточној Француској у региону Шампањ-Арден, у департману Горња Марна која припада префектури Лангр.
По подацима из 2011. године у општини је живело 62 становника, а густина насељености је износила 16,67 становника/km². Општина се простире на површини од 3,72 km². Налази се на средњој надморској висини од 350 метара.

## Демографија
| 1962. | 1968. | 1975. | 1982. | 1990. | 1999. | 2011. |
| ----- | ----- | ----- | ----- | ----- | ----- | ----- |
| 78    | 79    | 63    | 47    | 42    | 58    | 62    |

График промене броја становника у току последњих година